# ドリームス (フリートウッド・マックの曲)
「ドリームス」 (正しくはドリームズ；Dreams) は、フリートウッド・マックが1977年に発表した楽曲。作詞作曲とリード・ボーカルはスティーヴィー・ニックス。

## 概要
1977年2月4日発売の『噂』に収録された。米国では同年3月24日に、イギリスでは6月17日にシングルカットされた。6月18日付のBillboard Hot 100で1位を獲得した。B面はクリスティン・マクヴィーが書いた「ソングバード」。
フリートウッド・マックのメンバーは『噂』の録音中、感情の大きなゆれを経験していた。ドラマーのミック・フリートウッドは離婚中であった。ベース奏者のジョン・マクヴィーは妻であるキーボード奏者のクリスティン・マクヴィーと別れている最中であった。ギタリストのリンジー・バッキンガムとニックスは8年に及ぶ関係を終わらせていた。この状況は「ドリームス」の制作を触発した。歌詞中において、恋愛が終わったことによる寂しさで狂いかけている男性に女性が警告している。
2023年9月8日、2枚組のライブ・アルバム『噂～ライヴ』が発売。1977年8月29日から31日にかけてロサンゼルスのフォーラムで行われた公演のうち18曲が収録され、「ドリームス」もその中に含まれた。
「ローリング・ストーンの選ぶオールタイム・グレイテスト・ソング500」の2021年版では9位にランクされた。

## フリートウッド・マック版

### チャート上の成績
「ドリームス」はアメリカにおいて、1977年6月18日付で1位に輝き、イギリスにおいては24位まで上昇した。

### 音楽ビデオ
ステージ上での演奏はプロモーションビデオとして利用されている。フリートウッド・マックは1979年までコンセプトを持った音楽ビデオを作ろうとはしなかった。

### 演奏
- スティーヴィー・ニックス - リード・ボーカル、バッキング・ボーカル
- クリスティン・マクヴィー - エレクトリックピアノ、ハモンドオルガン、バッキング・ボーカル
- リンジー・バッキンガム - エレクトリック・ギター、アコースティック・ギター、バッキング・ボーカル
- ジョン・マクヴィー - ベース
- ミック・フリートウッド - ドラムス、コンガ

## カバー

### ザ・コアーズ版
アイルランドのバンド、ザ・コアーズは、フリートウッド・マックの『噂』を再現したトリビュート・アルバム『Legacy: A Tribute To Fleetwood Mac's Rumours』（1998年）に「ドリームス」のカバーを提供した。また、ザ・コアーズ自身のアルバム『トーク・オン・コーナーズ』（1997年）が1998年に再発されると「ドリームス」が追加収録され、同曲の「ティーズ・ラジオ」・バージョンがシングルとして発表された。
ザ・コアーズは、本作で初めて全英シングルチャートでトップ10入りを果たした。

### その他
- 1995年にLetters to Cleoはこの曲のカバー・バージョンを『Spirit of '73: Rock for Choice』に提供している。
- 1996年にバンド、ウィスキータウン(フロントマンはライアン・アダムスであった。)は曲をライヴと発表されなかったアルバム『A Stranger Is Born』でカバーしていた。（ライヴでは2000年に解散するまでカバーし続けていた）
- 1999年、ポール・ハードキャッスル率いるザ・ジャズマスターズがアルバム『ザ・ジャズマスターズⅢ』の中でこの曲をカバーした。
- 日本の歌手、米倉千尋は2003年のシングル「約束の場所へ」の中でこの曲をカバー、またFayrayが2005年に発表したカバーアルバム『COVERS』の中でこの曲をカバーしている。
- 2005年、ニックスはDJ、ハウス・ミュージックの2人組、ディープ・ディッシュがこの曲を再制作するときに新しいボーカルを提供した。曲は彼らのアルバム『George Is On』に収録され、イギリスのシングルチャートでトップ20位に入り、アメリカのHot Dance Club Playチャートでは26位に上り詰めた。
- ヨ・ラ・テンゴが2005年に発売したベスト盤『Prisoners of Love』のレア・トラック集にカバー・バージョンを収録。
- アトランタに本拠地を置くインディーズバンドSnowdenはこの曲のカバー・バージョンをインターネット配信専用のアルバム『Fuel of the Celebration』向けに2006年録音した。
- グレゴリアンは2007年発表の『Masters Of Chant Chapter VI（オーラの祈り）』でこの曲をカバーした。

ディープ・ディッシュのカバー（スティーヴィー・ニックスが参加）
| チャート (2006年)                | 最高順位 |
| -------------------------------- | -------- |
| オーストラリア・シングルチャート | 27       |
| オランダ・シングルチャート       | 18       |
| ベルギー・シングルチャート       | 42       |
| アイルランド・シングルチャート   | 22       |
| フィンランド・シングルチャート   | 6        |
| アメリカ Hot Dance Club Play     | 26       |
| イギリス・シングルチャート       | 14       |
| イタリア・シングルチャート       | 39       |